# Tomás Guzmán
Tomás Andrés Gaetán Guzmán (Asunción, 7 marzo 1982) è un ex calciatore paraguaiano, di ruolo attaccante.

## Biografia
Secondo di quattro fratelli, è sposato con quattro figli. Fa parte degli Atleti di Cristo, movimento cristiano evangelico nel quale ha coinvolto diversi suoi compagni di squadra, tra cui Nicola Legrottaglie.

## Caratteristiche tecniche
Attaccante mancino dotato di buona tecnica individuale, è stato impiegato in tutti i ruoli dell'attacco: seconda punta, mezzapunta, attaccante esterno e, occasionalmente, centravanti arretrato.

## Carriera

### Club
Approda alla Juventus dopo il Mondiale Under-17 disputato con la Nazionale paraguaiana, acquistato per 2,5 miliardi di lire. Inizialmente aggregato alla formazione Primavera, entra nel giro della prima squadra nella stagione 2001-2002, condizionata da un primo grave infortunio ai legamenti del ginocchio. Esordisce nell'ultima partita dei gironi eliminatori di Champions League, il 20 marzo 2002 contro l'Arsenal.
Nelle stagioni successive viene ceduto in prestito a diverse squadre di Serie B. Nella stagione 2002-2003 è alla Ternana, dove segna 2 gol in campionato. La stagione successiva gioca nel Messina, sempre tra i cadetti, dove è poco impiegato a causa di un nuovo infortunio e della concorrenza di Arturo Di Napoli; totalizza con 26 presenze e 5 gol nell'annata conclusa con la promozione dei peloritani. Seguono altri due anni in cadetteria al Crotone, in cui ritrova continuità di impiego e totalizza 57 presenze con 12 reti. In Calabria rimane fino a gennaio 2006 quando viene rilevato dal Siena: utilizzato come riserva di Enrico Chiesa, esordisce in Serie A il 22 gennaio contro il Milan e realizza un gol in 10 presenze.
Nel 2006, dopo la retrocessione della Juventus a causa dei fatti legati a Calciopoli, ritorna a Torino, dove il nuovo allenatore Didier Deschamps lo imposta come centrocampista esterno in alternativa a Pavel Nedvěd. Nella prima parte della stagione 2006-2007 disputa complessivamente 3 partite (una in campionato e due in Coppa Italia), e il 29 gennaio 2007 viene ceduto in prestito allo Spezia. Con i liguri realizza 2 reti in 16 presenze e contribuisce alla salvezza della squadra dopo i play-out, vinti contro l'Hellas Verona.
Nell'estate 2007 approda in comproprietà al Piacenza. La sua prima stagione in Emilia è condizionata da un lungo infortunio muscolare, che lo tiene fuori squadra per otto mesi; totalizza 13 presenze con un'unica rete, il 19 aprile 2008 nel pareggio per 1-1 contro il L.R. Vicenza. Al termine della stagione, il 25 giugno, Juventus e Piacenza rinnovano la compartecipazione, e nella stagione 2008-2009 gioca da titolare, impiegato da Stefano Pioli come attaccante centrale insieme a Davide Moscardelli e Mattia Graffiedi. A fine stagione viene riscattato definitivamente dal Piacenza, dove rimane anche nelle stagioni 2009-2010 (nella quale è frenato da nuovi problemi fisici) e 2010-2011, giocando come trequartista dietro le punte Cacia e Graffiedi.
Dopo la retrocessione in Lega Pro Prima Divisione, viene riconfermato in squadra e nominato capitano dall'allenatore Francesco Monaco. Il 31 gennaio 2012, dopo 120 presenze totali e 22 gol con il Piacenza, si trasferisce in prestito al Gubbio in Serie B. Debutta da titolare con la nuova maglia l'11 febbraio nella sconfitta per 1-0 contro il Varese, e segna il suo primo gol il 20 aprile nella vittoria esterna per 0-2 contro il Sassuolo. Conclude la stagione con 16 presenze e 3 gol, e rimane svincolato a causa del fallimento del Piacenza.
Nel gennaio 2013 fa ritorno in Paraguay firmando un contratto annuale con il Club Olimpia. Fa il suo debutto con la nuova maglia il 31 gennaio 2013 nella partita di Coppa Libertadores vinta per 1-0 contro il Defensor Sporting. Fa il suo primo gol con i bianconeri il 7 aprile nella vittoria per 2-0 contro il Cerro Porteño. Termina la stagione con 2 reti in 12 presenze in campionato e tre presenze in Coppa Libertadores, competizione nella quale l'Olimpia raggiunge la finale, perdendola contro l'Atlético Mineiro. Per la stagione 2014 si accorda con il 12 de Octubre, squadra neopromossa nella massima serie paraguaiana. Fa il suo debutto con la nuova maglia il 23 febbraio nel pareggio per 1-1 contro il General Díaz. Segna la sua prima rete con la nuova maglia il 13 aprile 2014 mettendo a segno una doppietta nella vittoria per 2-1 in casa dello Sportivo Luqueño. Termina la stagione con 5 reti in 23 presenze senza riuscire ad evitare la retrocessione del 12 de Octubre.
Per la stagione 2015 si trasferisce al neopromosso San Lorenzo. Fa il suo debutto con i biancorossi il 7 febbraio 2015 nel pareggio casalingo per 3-3 contro lo Sportivo Luqueño. Il 21 febbraio successivo segna la sua prima rete con la nuova squadra nella sconfitta casalinga per 3-4 contro il Guaraní. Dopo aver disputato 11 partite segnando 1 rete resta svincolato.

### Nazionale
Guzmán ha giocato con la nazionale paraguaiana Under-17 nei mondiali Under-17 del 1999 e, con l'Under-20, al sudamericano e al mondiale del 2001.

## Statistiche

### Presenze e reti nei club
Statistiche aggiornate al 25 maggio 2015.
| Stagione        | Squadra         | Campionato      | Campionato | Campionato | Coppe nazionali | Coppe nazionali | Coppe nazionali | Coppe continentali | Coppe continentali | Coppe continentali | Altre coppe | Altre coppe | Altre coppe | Totale | Totale |
| Stagione        | Squadra         | Comp            | Pres       | Reti       | Comp            | Pres            | Reti            | Comp               | Pres               | Reti               | Comp        | Pres        | Reti        | Pres   | Reti   |
| --------------- | --------------- | --------------- | ---------- | ---------- | --------------- | --------------- | --------------- | ------------------ | ------------------ | ------------------ | ----------- | ----------- | ----------- | ------ | ------ |
| 2001-2002       | Juventus        | A               | 0          | 0          | CI              | 0               | 0               | UCL                | 1                  | 0                  | -           | -           | -           | 1      | 0      |
| 2002-2003       | Ternana         | B               | 24         | 2          | CI              | 3               | 0               | -                  | -                  | -                  | -           | -           | -           | 27     | 2      |
| 2003-2004       | Messina         | B               | 26         | 5          | CI              | 0               | 0               | -                  | -                  | -                  | -           | -           | -           | 26     | 5      |
| 2004-2005       | Crotone         | B               | 39         | 8          | CI              | 3               | 1               | -                  | -                  | -                  | -           | -           | -           | 42     | 9      |
| 2005-gen. 2006  | Crotone         | B               | 18         | 4          | CI              | 0               | 0               | -                  | -                  | -                  | -           | -           | -           | 18     | 4      |
| Totale Crotone  | Totale Crotone  | Totale Crotone  | 57         | 12         |                 | 3               | 1               |                    |                    |                    |             |             |             | 60     | 13     |
| gen.-giu. 2006  | Siena           | A               | 10         | 1          | -               | -               | -               | -                  | -                  | -                  | -           | -           | -           | 10     | 1      |
| 2006-gen. 2007  | Juventus        | B               | 1          | 0          | CI              | 2               | 0               | -                  | -                  | -                  | -           | -           | -           | 3      | 0      |
| Totale Juventus | Totale Juventus | Totale Juventus | 1          | 0          |                 | 2               | 0               |                    | 1                  | 0                  |             |             |             | 4      | 0      |
| gen.-giu. 2007  | Spezia          | B               | 16+2       | 2          | -               | -               | -               | -                  | -                  | -                  | -           | -           | -           | 18     | 2      |
| 2007-2008       | Piacenza        | B               | 13         | 1          | CI              | 2               | 2               | -                  | -                  | -                  | -           | -           | -           | 15     | 3      |
| 2008-2009       | Piacenza        | B               | 31         | 4          | CI              | 1               | 0               | -                  | -                  | -                  | -           | -           | -           | 32     | 4      |
| 2009-2010       | Piacenza        | B               | 14         | 3          | CI              | 0               | 0               | -                  | -                  | -                  | -           | -           | -           | 14     | 3      |
| 2010-2011       | Piacenza        | B               | 36+2       | 6          | CI              | 1               | 0               | -                  | -                  | -                  | -           | -           | -           | 39     | 6      |
| 2011-2012       | Piacenza        | PD              | 19         | 5          | CI+CI LP        | 2+0             | 1+0             | -                  | -                  | -                  | -           | -           | -           | 21     | 6      |
| Totale Piacenza | Totale Piacenza | Totale Piacenza | 113+2      | 19         |                 | 6               | 3               |                    | 0                  | 0                  |             |             |             | 121    | 22     |
| gen.-giu. 2012  | Gubbio          | B               | 16         | 3          | -               | -               | -               | -                  | -                  | -                  | -           | -           | -           | 16     | 3      |
| 2013            | Club Olimpia    | DP              | 12         | 2          | -               | -               | -               | CL                 | 3                  | 0                  | -           | -           | -           | 15     | 2      |
| 2014            | 12 de Octubre   | DP              | 23         | 5          | -               | -               | -               | -                  | -                  | -                  | -           | -           | -           | 23     | 5      |
| 2015            | San Lorenzo     | DP              | 11         | 1          | -               | -               | -               | -                  | -                  | -                  | -           | -           | -           | 11     | 1      |
| Totale carriera | Totale carriera | Totale carriera | 308+4      | 52         |                 | 14              | 4               |                    | 4                  | 0                  |             |             |             | 330    | 56     |

## Palmarès
- Campionato italiano: 1

Juventus: 2001-2002